# Армстронг, Джерри (футболист)
Джерард Джозеф Армстронг (англ. Gerard Joseph Armstrong; род. 23 мая 1954, Белфаст), более известный как Джерри Армстронг (англ. Gerry Armstrong) — североирландский футболист и футбольный тренер. В настоящее время он работает футбольным аналитиком.

## Клубная карьера
Армстронг начал свою карьеру в клубе «Санкт-Пауль Свифт». Параллельно он играл в гэльский футбол, однако, в связи с запретом в те годы игрокам в гэльский футбол выступать в других видах спорта, вынужден был заняться футболом и отметил, что его поздний полноценный переход в футбол сказался негативно на выступлениях.
С 1971 по 1975 года выступал за «Кромак Альбион» и «Бангор».
В ноябре 1975 года Армстронг переехал в Англию, подписав контракт с «Тоттенхэм Хотспур» на сумму 25 тысяч фунтов стерлингов. За „шпор“ Джерри дебютировал 21 августа 1976 года, в возрасте 22 лет, в матче против «Ипсвич Таун». Всего Армстронг провёл в клубе 84 матча и забил 10 голов.
В ноябре 1980 года Армстронг перешёл в клуб из Второго дивизиона Англии, «Уотфорд», за 250 тысяч фунтов стерлингов. «Уотфорду» в сезоне 1981/82 удалось выйти в Первый дивизион Футбольной лиги, и Армстронгу удалось забить первый гол клуба в высшем дивизионе.
В августе 1983 года он перешёл в испанскую «Мальорку» за 200 тысяч фунтов стерлингов. После того как ему удалось забить гол в ворота сборной Испании на чемпионате мира 1982 года он стал неприятным игроком для испанских болельщиков.
Армстронг вернулся в Англию в августе 1985 года, подписав контракт с «Вест Бромвич Альбион» на правах свободного агента. В январе 1986 года был отдан в аренду «Честерфилду», после был выкуплен клубом в марте этого же года и сыграл за него до конца сезона. Дебют состоялся в матче против «Брентфорда», в этом матче ему удалось забить (1:3). В августе 1986 года на правах свободного агента подписал контракт с «Брайтон энд Хоув Альбион». В январе 1987 года был отдан в аренду «Миллуоллу».
В 1988 году Армстронг стал играющим тренером «Брайтон энд Хоув Альбион», но покинул клуб после ссоры с одним из фанатов клуба. В феврале 1989 года стал играющим тренером он занял ту же позицию в «Кроли Тауне», и тут тоже в марте 1990 года покинул клуб из-за ссоры с фанатом. Март того года он доиграл в качестве игрока «Гленавона». Сезон 1990/91 провёл в «Бромли».

## Выступление за сборную
В апреле 1976 года, когда проводил свой первый сезон в Англии, Армстронг дебютировал за сборную Северной Ирландии, когда уже потихоньку завершал свою международную карьеру Джордж Бест. Это был товарищеский матч против сборной ФРГ (0-5).
Спустя 6 лет Армстронг был включен в состав сборной на чемпионат мира 1982 года в Испании. Первый матч против сборной Югославии завершился со счетом 0-0. Во втором матче Армстронгу удалось забить мяч в ворота Гондураса, но матч завершился ничьей 1-1. В последнем матче Северной Ирландии нужно было побеждать Испанию, что им и удалось, несмотря на удаление Мэла Донахи. Единственный забитый мяч был на счету Армстронга. Во втором раунде Северная Ирландия ничего не могла противопоставить соперникам. Армстронгу удалось снова отличиться, но этот гол в ворота Франции ничего не решил (1-4). Всего на этом мундиале Джерри сыграл 6 матчей.
Он также входил в состав сборной на чемпионат мира 1986 года в Мексике, но сыграл только в одном матче, выйдя на замену на 71-й минуте в матче против сборной Бразилии.

### Голы за сборную
| #  | Дата           | Место                      | Соперник   | Счёт | Результат | Турнир                  |
| -- | -------------- | -------------------------- | ---------- | ---- | --------- | ----------------------- |
| 1  | 16 ноября 1977 | Белфаст, Северная Ирландия | Бельгия    | 1-0  | 3-0       | Квалификация на ЧМ 1978 |
| 2  | 16 ноября 1977 | Белфаст, Северная Ирландия | Бельгия    | 3-0  | 3-0       | Квалификация на ЧМ 1978 |
| 3  | 29 ноября 1978 | София, Болгария            | Болгария   | 1-0  | 2-0       | Квалификация на ЧЕ 1980 |
| 4  | 2 мая 1979     | Белфаст, Северная Ирландия | Болгария   | 2-0  | 2-0       | Квалификация на ЧЕ 1980 |
| 5  | 21 ноября 1979 | Белфаст, Северная Ирландия | Ирландия   | 1-0  | 1-0       | Квалификация на ЧЕ 1980 |
| 6  | 29 апреля 1981 | Белфаст, Северная Ирландия | Португалия | 1-0  | 1-0       | Квалификация на ЧМ 1982 |
| 7  | 18 ноября 1981 | Белфаст, Северная Ирландия | Израиль    | 1-0  | 1-0       | Квалификация на ЧМ 1982 |
| 8  | 21 июня 1982   | Сарагоса, Испания          | Гондурас   | 1-0  | 1-1       | Чемпионат мира 1982     |
| 9  | 25 июня 1982   | Валенсия, Испания          | Испания    | 1-0  | 1-0       | Чемпионат мира 1982     |
| 10 | 4 июля 1982    | Мадрид, Испания            | Франция    | 1-3  | 1-4       | Чемпионат мира 1982     |
| 11 | 22 мая 1984    | Суонси, Уэльс              | Уэльс      | 1-1  | 1-1       | ДЧВ 1984                |
| 12 | 14 ноября 1984 | Белфаст, Северная Ирландия | Финляндия  | 2-1  | 2-1       | Квалификация на ЧМ 1986 |

## Карьера тренера
В ноябре 1991 года Армстронг был назначен главным тренером  «Уэртинг». В 1994 году Джерри стал помощником главного тренера сборной Северной Ирландии, Брайан Хэмилтон. В 1995 году он покинул «Уэртинг», а в марте 1996 года был назначен тренер молодёжной команды из Суррея.
В 2004 году он вновь стал ассистентом главного тренера сборной Северной Ирландии, Лори Санчес. В августе 2006 года решил уйти с этой должности, потому что его жена Дебби родила ребёнка.

## Достижения
- Чемпион Домашнего чемпионата Великобритании: 1980, 1984